# Trofeo de la Copa América
El trofeo de la Copa América es el premio otorgado al seleccionado nacional ganador del torneo del mismo nombre que se realiza en teoría cada 2 años en América del Sur y se constituye como uno de los galardones deportivos más antiguo del mundo en vigencia.

## Historia
El trofeo fue confeccionado entre 1916 y 1917 en la Casa Escasany, una joyería de Buenos Aires, por un precio de 3000 francos suizos de la época, y fue donado a la Confederación Sudamericana de Fútbol por el Ministerio de Relaciones Exteriores de Argentina.
Desde su creación hasta la actualidad, el campeón de cada certamen tiene derecho a conservar el trofeo original de forma temporal hasta el nuevo sorteo de la Copa América, en donde deberá devolverlo a la CONMEBOL. Luego de haberlo devuelto, el campeón recibirá una réplica del mismo, la cual tendrá derecho de conservar permanentemente.
En los años 1990 la compañía chilena Milled comenzó a confeccionar los premios de los torneos continentales sudamericanos a nivel de clubes y selecciones, ubicada en la comuna de Pedro Aguirre Cerda en la ciudad de Santiago. Nicolás Leoz, el presidente de la Conmebol, durante una breve estancia le preguntó a un taxista si conocía algún lugar donde comprar medallas para un campeonato que se estaba celebrando. Casualmente su esposa trabajaba ahí, lo conoció, aprobó y firmó el contrato con el dueño.
El premio se entregó sin variaciones hasta la edición de 2001. Desde entonces se vienen otorgando réplicas. Sin embargo, desde 2024 la selección triunfadora se lleva el trofeo original y lo conserva hasta el próximo sorteo del futuro campeonato. Al momento de la devolución a la Conmebol se recibirá una réplica para conservarlo.

## Características
La copa mide 75 cm de alto, y tiene un diámetro de 30 cm, se fija a una base de madera y su peso es de unos 9 kilos. Es una pieza de orfebrería única elaborada en plata.
Desde 2011, el soporte de madera cuenta con cuatro anillos de diferente diámetro donde van pequeñas placas de oro que llevan el año de la selección nacional ganadora.

## Trofeo Copa Bolivia
Se trata de una copa de mediana dimensión, coronada por el logo de la Conmebol, que está reservada para el subcampeón de la Copa América. Es por lo tanto el premio de consolación y reconocimiento al equipo finalista de las ediciones del torneo de fútbol más antiguo del mundo a nivel de selecciones; la posesión de los trofeos de la Copa América y la Copa Bolivia será temporaria, y deberán ser devueltos a la Conmebol en ocasión del sorteo de la siguiente edición del certamen.
La selección argentina se lo quedó en tres oportunidades (2004, 2007 y 2015), mientras que Bolivia lo ganó en 1997, Uruguay en 1999, México en 2001, Paraguay en 2011, Perú en 2019 y Brasil en 2021. La única excepción fue para la edición de 2016, realizada en Estados Unidos  en conmemoración por los 100 años de la creación de la Copa América y Colombia obtuvo por primera vez el trofeo de la Copa Bolivia en 2024.

## Trofeo del Centenario

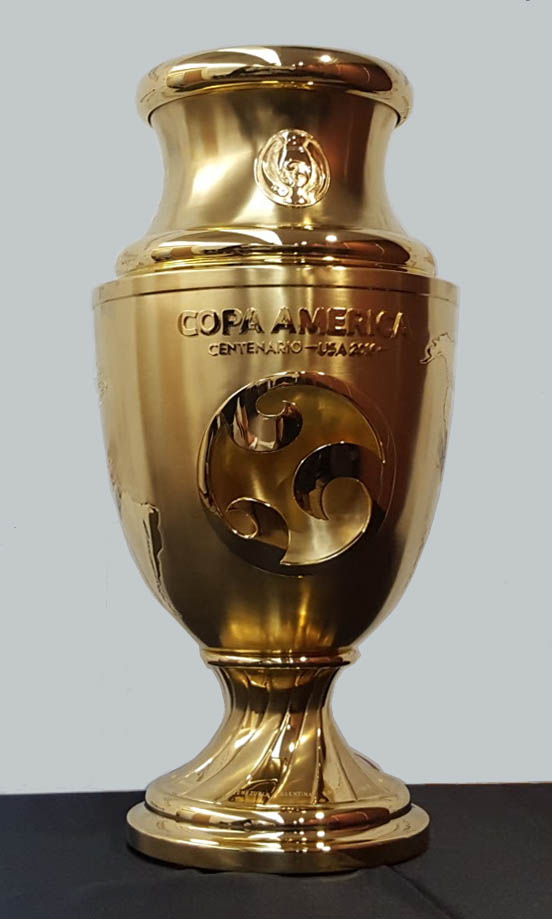
Trofeo especial de la Copa América Centenario.

El 28 de abril de 2016 se presentó por primera vez el trofeo conmemorativo en la sede deportiva de la Federación Colombiana de Fútbol en Bogotá. El mismo fue entregado por la Conmebol a la selección de fútbol de Chile, campeona de la Copa América Centenario, que se jugó entre el 3 y el 26 de junio en diez ciudades de Estados Unidos.
El trofeo utiliza la silueta de la copa original como inspiración, pero incluye una nueva visión: posee curvas de oro sobre la urna griega, para representar los 100 años del fútbol en el continente americano. Mide 61 cm de altura y pesa 7,1 kg, y está cubierto por oro de 24 K satinado y brillante para demostrar la importancia del aniversario de la centena. Además, tiene grabado un mapa continental de América y los emblemas de la Conmebol y Concacaf. El interior del nuevo trofeo es de plata en homenaje al original y a su legado de cien años. Por último, la base muestra los nombres de los 16 países participantes en un formato de espiral ascendente.
El diseño fue realizado por la firma «Epico Studios», en Estados Unidos, y creado por «London Workshops of Thomas Lyte», en Inglaterra. El mismo llevó 89 días y materializar la obra otros 98. La selección de Chile ganó el trofeo de forma permanente, dada la condición de ser un torneo extraordinario y conmemorativo, y también se grabó por segunda vez consecutiva su nombre en el trofeo tradicional, quedando registrado en el listado oficial de ganadores de Copa América.